# Beaufort-en-Santerre
Beaufort-en-Santerre (picardisch: Bieufort-in-Santérre) ist eine nordfranzösische Gemeinde mit 189 Einwohnern (Stand 1. Januar 2022) im Département Somme in der Region Hauts-de-France. Die Gemeinde liegt im Arrondissement Péronne, gehört zum Kanton Moreuil und ist Teil der Communauté de communes Terre de Picardie.

## Geographie
Die Gemeinde in der Landschaft Santerre liegt rund 6,5 km südsüdwestlich von Rosières-en-Santerre an der Départementsstraße D161.

## Geschichte
In Beaufort wurden Überreste einer römischen Villa gefunden. Der Ort wird 1206 erstmals genannt. 
Im Ersten Weltkrieg wurde vor und während der Schlacht an der Somme westlich von Beaufort vorübergehend der Bahnhof Le Quesnel für eine Decauville-Feldbahn zur Versorgung der Front mit Munition und Nachschub errichtet und betrieben. Die Gemeinde erhielt als Auszeichnung das Croix de guerre 1914–1918. Im Zweiten Weltkrieg fanden Anfang Juni 1940 in Beaufort Kämpfe statt. 
Am 7. Juli 2001 erlitt der Ort Unwetterschäden. Bürgermeister (maire) ist seit 2001 Claude Morel.

## Einwohner
| 1962 | 1968 | 1975 | 1982 | 1990 | 1999 | 2006 | 2010 |
| ---- | ---- | ---- | ---- | ---- | ---- | ---- | ---- |
| 113  | 103  | 95   | 116  | 133  | 138  | 160  | 188  |

## Sehenswürdigkeiten
- Die seit 1926 als Monument historique eingetragene Kirche Notre-Dame de l’Assomption aus dem 12. Jahrhundert (Base Mérimée PA00116089), mit Taufstein aus dem 14. Jahrhundert
- Das mehrfach wiederaufgebaute Schloss, seit dem Ersten Weltkrieg teilweise ruinös
- Der kanadische Soldatenfriedhof